# ティム・ゴス
ティム ゴス（Tim Goss、1963年2月28日 - ）は、イングランド出身の自動車技術者。長年モータースポーツのマクラーレンに所属し技術部門を歴任。後年は、FIA（国際自動車連盟）の技術管理職に就いている。

## 経歴
インペリアル・カレッジ・ロンドンに在学。大学院では、エンジン関連の技術を研究した。卒業後の1986年、レーシングエンジンビルダーのコスワースに入社。
1990年、マクラーレンに移籍し、エンジン部門を担当。以降、ミカ・ハッキネンのアシスタント、テスト部門、ビークルダイナミクス、パワートレインなど技術職の責任者を歴任。
2011年1月、エンジニアリング・ディレクターに就任。2013年2月、移籍したパディ・ロウ移籍の後任として、テクニカル・ディレクターに昇格した、2018年まで同職を務めマクラーレンを退社。
2021年、FIAのシングルシーター技術問題の副責任者に就任し、2023年いっぱいまで勤めた。
2024年より、ガーデニング休暇を経た10月からレッドブル傘下のRB・F1チーム（前スクーデリア・アルファタウリ）に移籍し、CTO（最高技術責任者）に就く予定を公表。